# 花窗玻璃

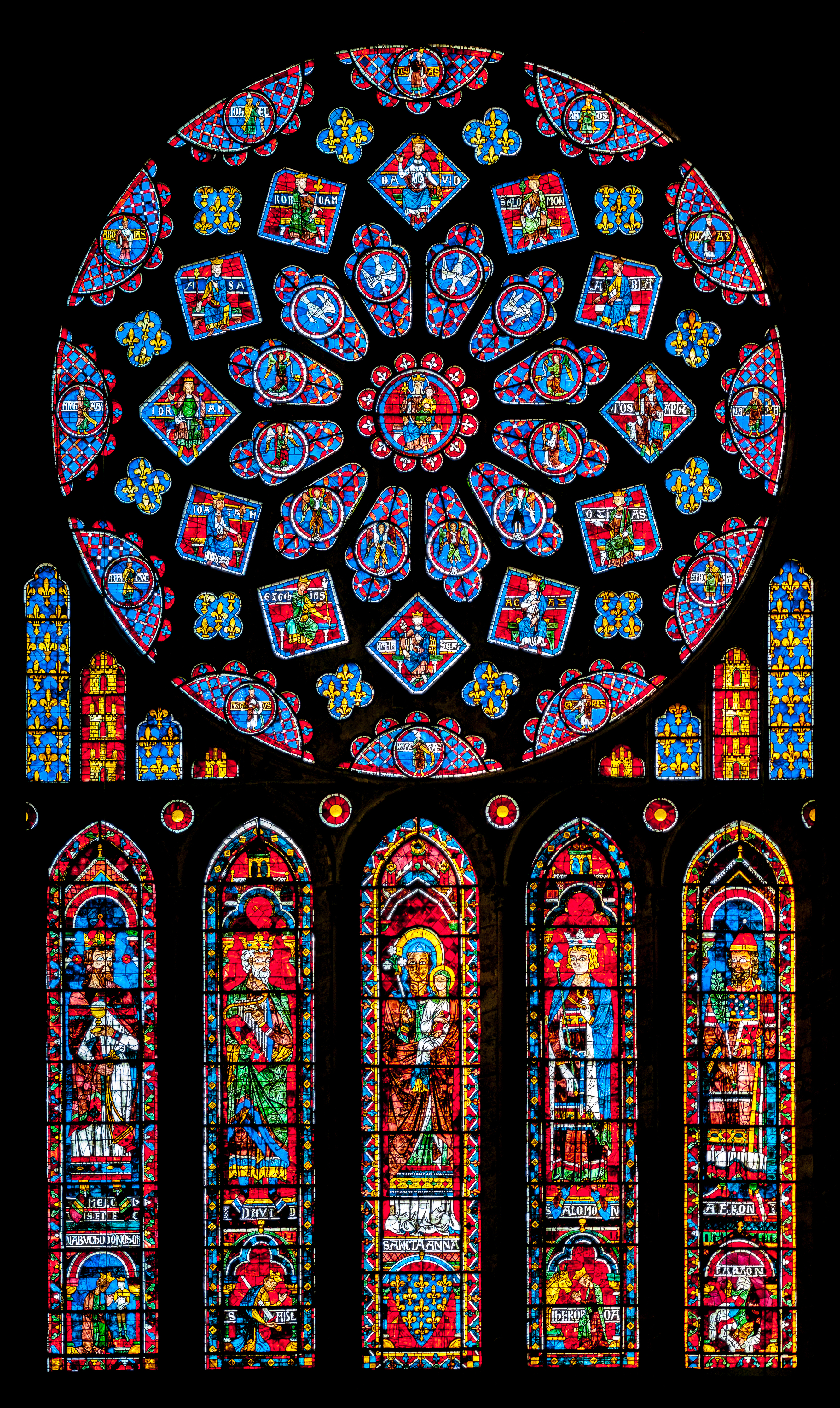
沙特爾大教堂（位於法國沙特爾）的玫瑰窗，由卡斯蒂利亞的布蘭奇捐贈。它代表聖母瑪利亞作為天后，週圍環繞著聖經中的國王和先知。下面是聖母之母聖安妮和四位正義領袖。窗戶包括法國和卡斯蒂利亞的武器

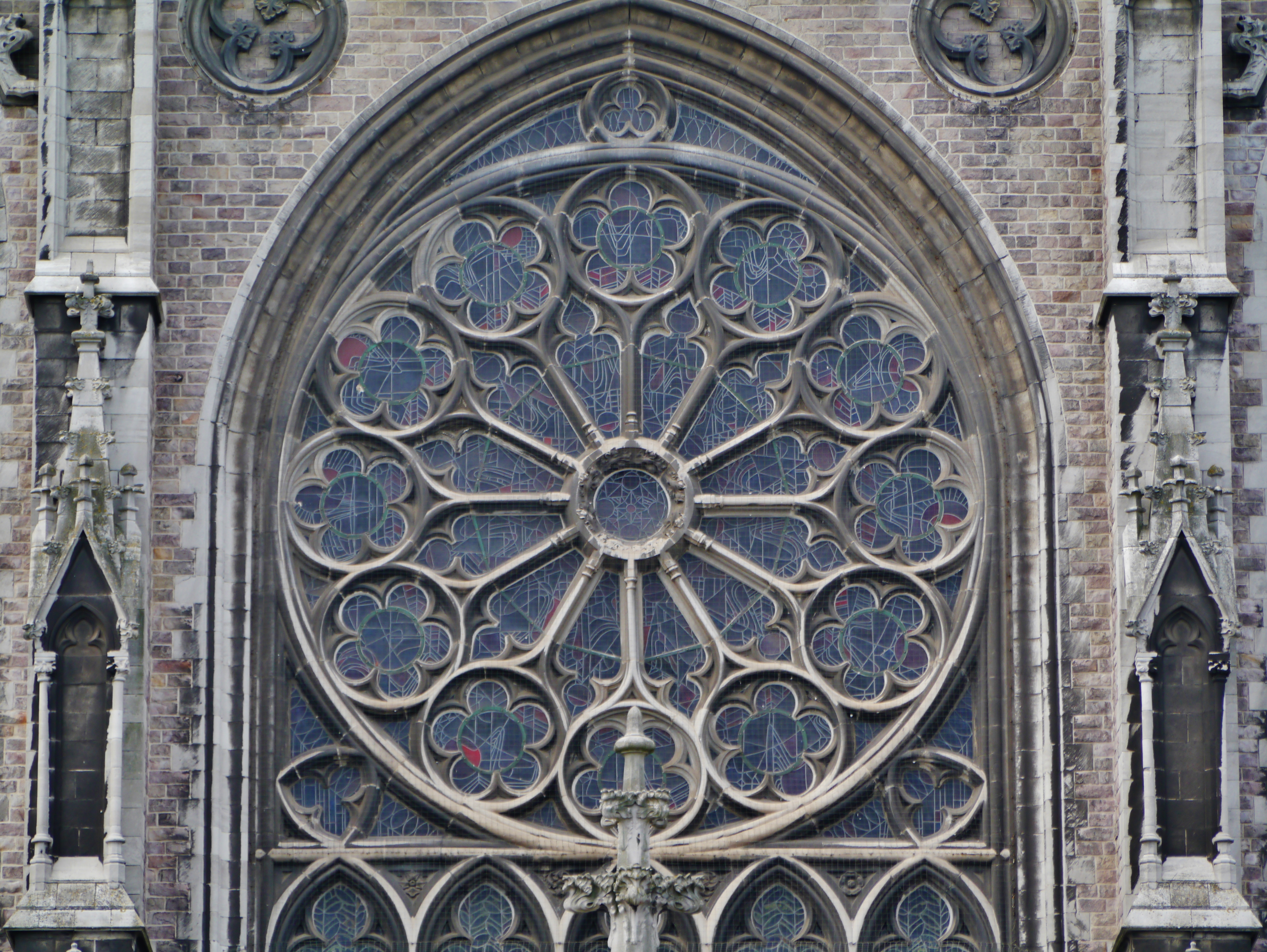
奧斯坦德（比利時）Sint-Petrus-en-Pauluskerk的彩色玻璃外景，建於1899年至1908年間

彩繪玻璃（英語：Stained glass），又譯教堂玻璃、鑲嵌玻璃，指的是一種專門用於窗的特殊裝飾，利用帶顏色的玻璃製品進行二次加工，常見於西方建築，尤其在主教教堂之中。
縱觀歐洲大陸的歷史，彩繪玻璃一詞幾乎只用於教堂和其他重要宗教建築的窗戶。雖然傳統上只會用完全平面的玻璃來製作，但現代彩色玻璃還包括3D結構和彫塑。在現代英文中，該詞還可以用來指代鉛燈、金箔玻璃製品、水晶窗戶等類似的藝術品，甚至超現實主義的燈具也能算，只要其有明顯的的彩繪玻璃風格。
作為一種裝飾，彩色玻璃是在其製造過程中通過會添加金屬鹽，以方便著色，然後用各種顏料塗抹它。在玻璃被畫成彩色的之後，就可以鑲嵌到玻璃窗上了。小塊的玻璃被排列成某種圖案，玻璃和玻璃之間需要由鉛條黏在一起，並外套一個剛性的框架以固定。在古代，彩繪的灰塵、發黃或褪色也被巧妙的考慮入設計，導致一件彩繪作品即使經歷百年也能呈現出鮮艷的光澤。彩色玻璃一詞也適用於搪瓷玻璃，或者直接塗成彩色的玻璃，然後在窑爐中熔合到玻璃上；通常這種技術只適用於窗口的一部份。
彩色玻璃是一門精密的工藝，不僅要用到藝術審美，还要用到科學知識，否則再美的设计也无法在現實中实现。作為一扇窗戶，應該具備緊貼窗框、堅固、抵禦風雨等基本功能，大教堂的窗戶還必須能支撐其自身的重量。在歐洲中世紀，許多超過2米的巨型窗戶都經受住了時間的考驗，至今完好無損。在西歐，連同彩繪手稿，它們成為了研究中世紀美術色彩的主要形式。與現代窗戶相反，彩色玻璃窗不需要透明度，其目的不是讓建築內的人清晰的看見外面的世界，而是操控光線的走向，讓陽光或月光把彩繪的畫面照射到教堂內部，方便裏面的人欣賞。在室內電燈發明後，教堂內部反而成為最亮的，夜間，教堂的彩繪玻璃會折射出绚丽的光芒，讓在教堂外面的人也能驻足觀看。出於這個原因，彩色玻璃窗在英文裏屬於一個專業術語的範疇，即“照明牆飾”。
窗戶的造型千變萬化，可以是抽象的也可以是具象的；彩繪的主體可能包含取自《聖經》、歷史或騎士文學的敘述；畫出來的人物可以代表聖徒或贊助人，或使用象徵性圖案，特別是紋章；建築物內的窗戶可能是有單一主題性的，例入在教堂內基本會畫和基督教有關的內容，而議會大聽、市政廳內要會畫盾牌，在大學禮堂內又會改畫科學家，最後一般家庭則會畫植物、動物或風景。

## 起源

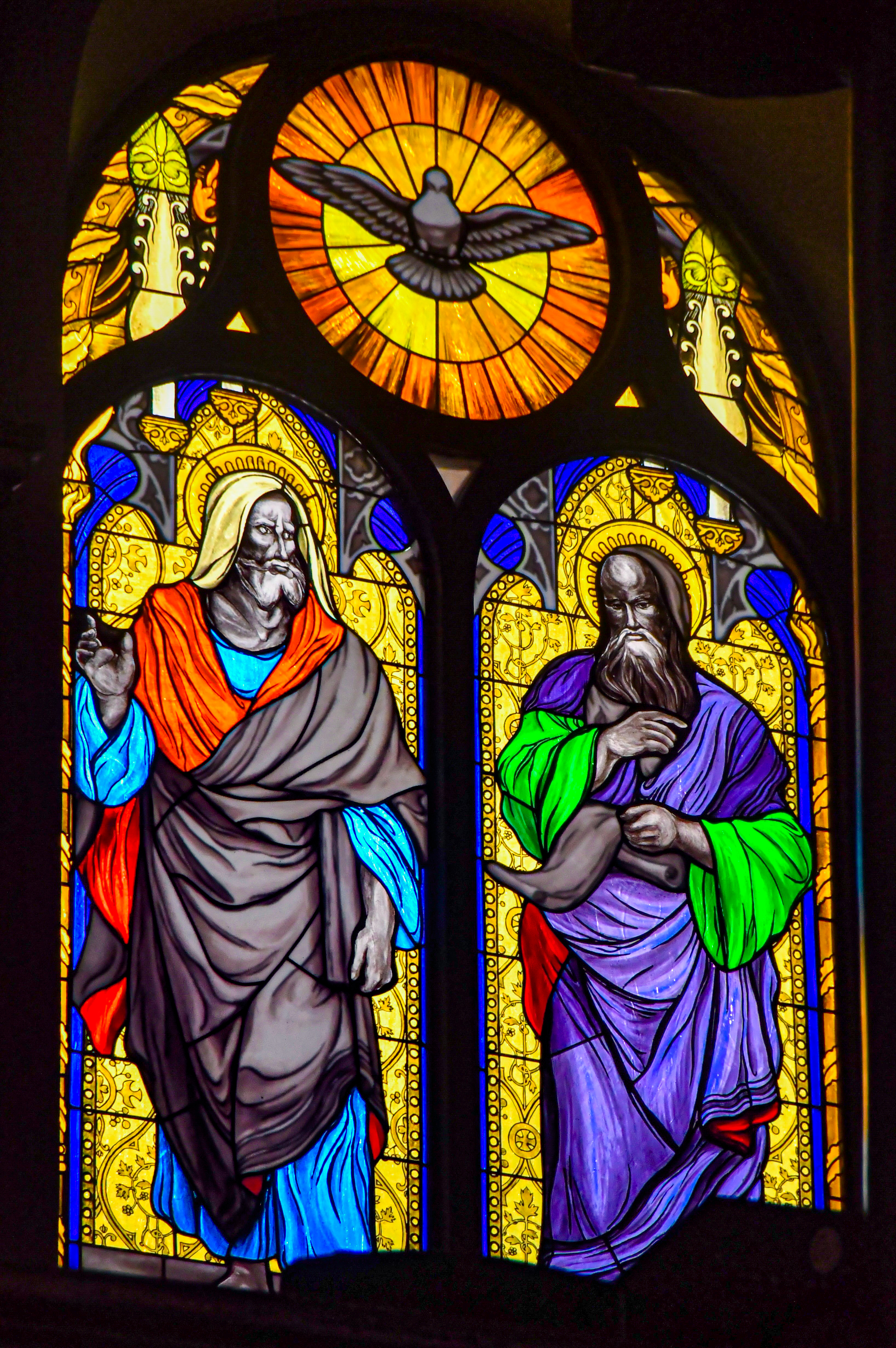
紫竹林圣路易堂的彩色玻璃花窗

已知玻璃製作最早見於埃及。大英博物館仍保有紀元前1500年古埃及的一只藍色玻璃瓶，羅馬共和時代西方已有大量的玻璃生產。玻璃本身是矽、鹼、石灰等原料高溫燒成。

## 色彩

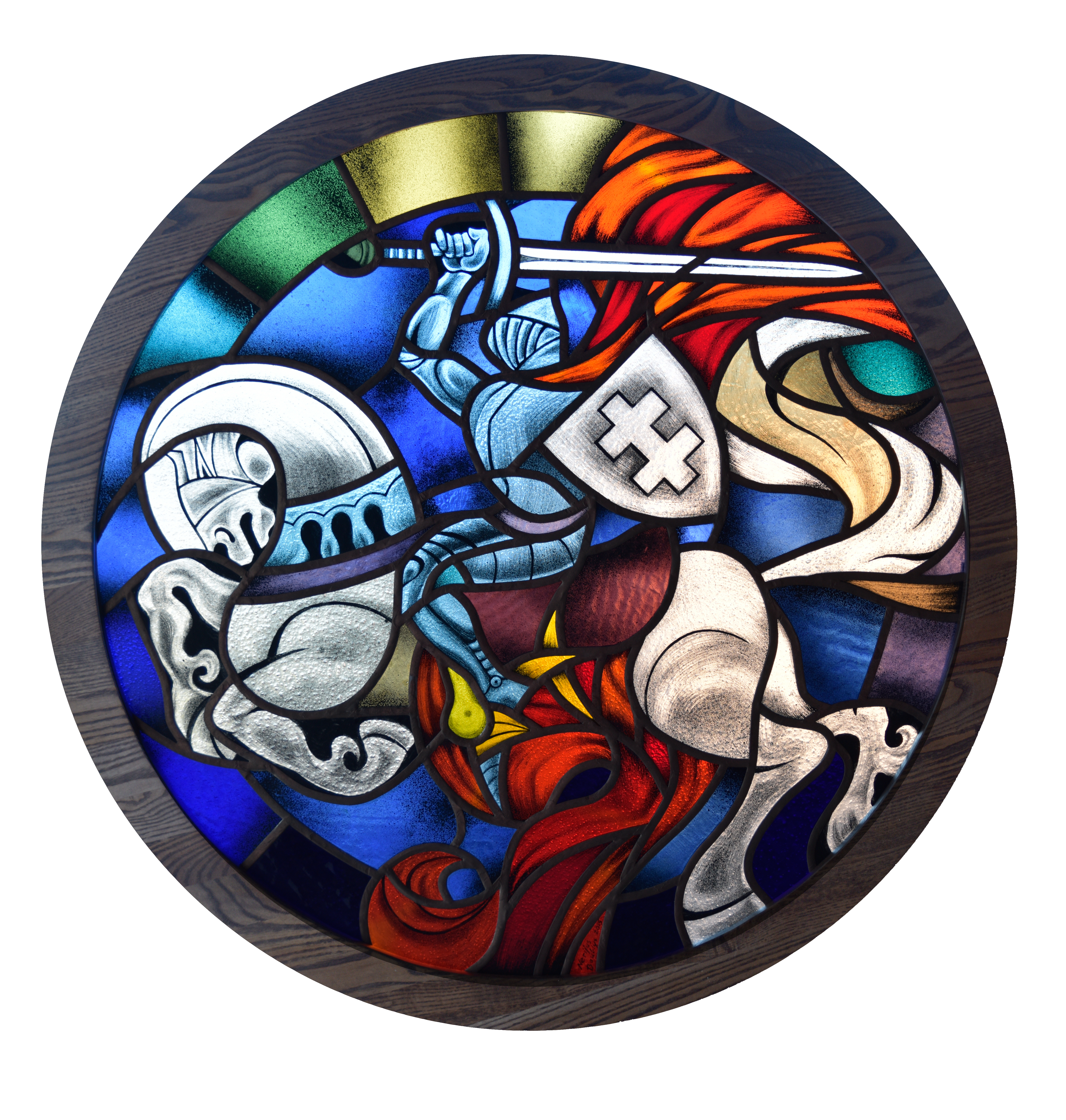
立陶宛藝術家內瑞斯·鮑布利斯的彩繪玻璃工藝品。

彩繪玻璃的色彩則是由於在製作過程中加入不同的氧化金屬成分而產生。但玻璃的色彩也有可能是玻璃製成後塗裝上去的。
西元10世紀起，西方的玻璃工廠在盛產矽土的地區廣泛建立。它們在玻璃製作半溶解狀態時添加金屬氧化物使玻璃變色。例如：
- 氧化銅：產生綠色
- 氧化鈷：使玻璃成藍色，與淺黃色互補，使玻璃變為無色
- 金：產生紅色
- 硒：使玻璃成淺玫瑰色，與淺綠色互補，中和成無色玻璃

## 工艺种类
- 瓶狀胚心玻璃（Cylinder glass）：此法為古代彩繪玻璃製作所廣泛運用。即先以土石類材料製作瓶狀胚心，而後敷以溶解之玻璃，待其厚度均勻後剖開胚心，反覆壓平。

- 吹製玻璃（Crown glass）：16世紀以後民間玻璃材料廣泛應用的工藝。即將溶解玻璃吹入瓶狀模具，並轉動模具以離心力使溶液均勻分佈，待固著後剖開模具取得玻璃。此法可取得適當厚度的玻璃材料用於彩繪玻璃以及其他場合。

- 板製玻璃（Table glass）：此法廣泛用於現代。即將玻璃溶液注於板狀模台，由於高溫玻璃溶液與冷卻的金屬模台劇烈作用，可以使玻璃產生厚實多樣的紋理。雖然此法生產的玻璃有時稱為「大教堂玻璃」（Cathedral glass），但其實並非盛行與古代而是現代，並且以商業化方式大量生產。

- 紅閃玻璃（Flashed glass）：此指一種深紅色的玻璃。是將胚心作法產生的無色玻璃在半溶狀態注入另一裝有紅色玻璃溶液的模具中，使成品有一層紅色的外衣。此法產生的深紅色玻璃甚為昂貴。它可產生不均勻、富變化的紅色玻璃、寶石色玻璃等花樣。而且紅色的外層可以施以刻畫加工，使內部的透明玻璃暴露，造成生動的變化。中古後期此法曾用於製作花窗上聖徒外袍的顏色，但晚期維多利亞時代與20世紀以後，才為民間工藝廣泛運用。

## 工序

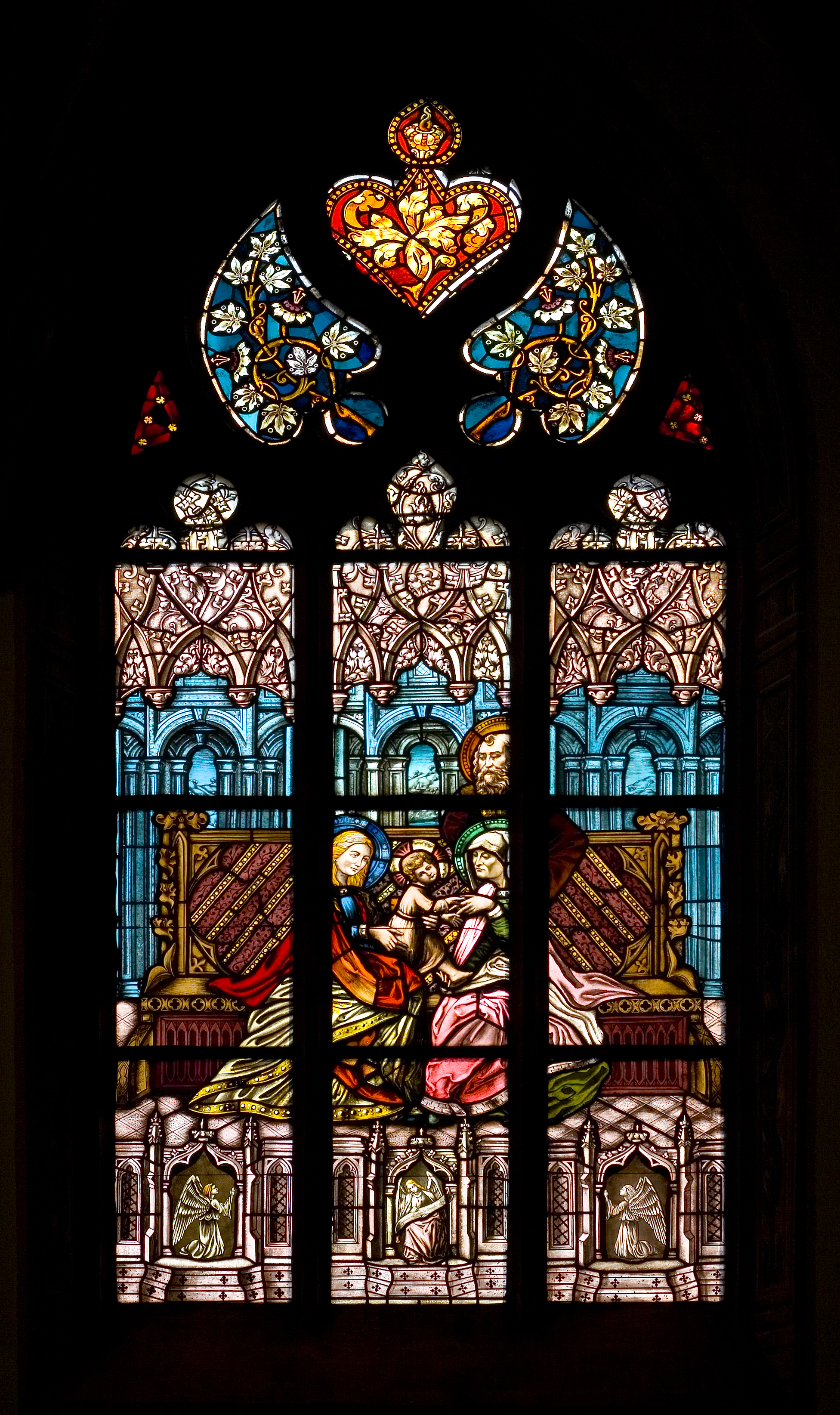
德国希尔斯肖恩修道院教堂的彩繪玻璃

1. 從建築師或屋主處取得準確的需求彩繪玻璃規格。
2. 決定窗中的主題與花樣，例如聖徒或保護神等等。被描繪的主題，其相關文字也可能出現在花窗設計中。外圍空間則由實際設計者填滿適當圖案。
3. 將圖案以全真等比的比例畫於石灰板上。此板稍後即用以決定玻璃規格並裁切、組裝玻璃。小的花窗可能只有兩個單位的大開口（左右各一)，在上方加上小的開口。在西方重要的大教堂的正東與正西窗（一般稱為「大東窗」與「大西窗」），則可以有七大塊以上的主要開口。
4. 將全真等比的石灰板切成不同單位小塊。
5. 設計者決定偏好之工藝技巧以及可取得的材料，以便決定成品將取得的視覺效果。
6. 指定花色的玻璃製成後，依據石灰板規定規格被準確裁切。
7. 細節的圖樣如人物毛髮等等，則於玻璃製成後以自建物內側繪製的方式塗裝。漆料包括鉛粉、銅粉等成分，並以醋、酒等為鎔劑。
8. 將製成之各小塊玻璃組裝於有溝漕的鉛製框架，而後將各大塊框架焊接接合，並於玻璃表面塗上脂質以防風雨並固定。
9. 巴洛克時期與哥德時期的巨大教堂還需要將上述框架再以銅線綁縛於大的鐵柱之上。而後固定到建築物上。

### 花窗主題
彩繪玻璃的製作要求較高的美學設計與科技工藝條件，尤其是大型花窗往往高達十餘公尺或數十公尺，對材料、技術的要求甚高。花窗的安置實際上不是為使建物內部的人能透視外部，所以花窗，特別是大型花窗，實際上承擔了「牆」的功能，是透光的牆。
花窗圖案可能是有具體人物的，也可能是幾何圖案。人物造型一般包括聖經故事、聖徒神蹟、地方保護神傳說、文學與歷史故事等等。現代建築中，教堂以外的花窗也有很多主題。例如大學講堂的花窗可能以科學、藝術為主要語彙，國會的花窗則可能包括、國徽、王室徽章或選區徽章。

## 摧毀與復興

### 宗教革命與彩繪玻璃被摧毀
16世紀大行其道的宗教革命思潮中，特別是新教觀念，對一切形象化神與聖徒的作為極力加以反對，認為妝點神聖主題是人類傲慢與迷信的表現。其結果導致甚多中古時代的宗教藝術作品被摧毀。此一情形在英格兰国王亨利八世與羅馬天主教決裂後最為嚴重。大批英格兰與蘇格蘭等地的教堂雕塑、彩繪玻璃被粉碎，而彩繪玻璃工藝在英國甚至斷絕了300年。目前在英國所看到的教堂花窗多是19世紀以後修復的。
但是在歐陸，特別是義大利、德國、法國等地，彩繪玻璃的工藝仍在進展，並且取得更精緻的成就。法國大革命時期也有不少彩繪玻璃被砸毀。

### 彩繪玻璃的復興
19世紀工業革命成熟後，英國也重新掀起熱衷哥特式建筑時期藝術的熱潮。當時天主教在新教地區也不再與基督新教有劇烈矛盾，大量教堂被重修或新建，裝飾受到重視，彩繪玻璃的需求大增。英國以機械化大量生產玻璃製品供應民生與建材，甚至銷往美國，取得成功。

## 20世紀以來的花窗藝術

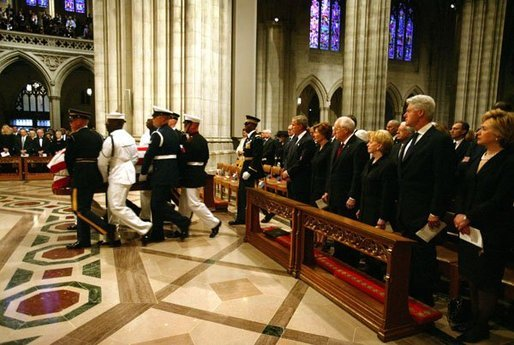
華府國家大教堂內景（雷根葬禮）

20世紀以後哥特式建筑又被新的藝術浪潮取代，若干19世紀成就非凡的花窗製作廠商因而消失。第二次世界大战導致大量歐洲教堂被炸毀，重建重修導致對花窗材料的新興需求。其中西德的藝術家在此一潮流中領導了趨勢，發展了新風。此時的花窗題材更為多樣，世俗主題與大量生產成為花窗的潮流。若干西方學府且專門開設課程研究、製作花窗玻璃。一個範例是佛羅里達州州立大學的一項專案，該專案除了研究花窗，也為該州一個棒球場製作了目前世界最大的世俗主題花窗玻璃。
當代彩繪玻璃的構件主要生產於美國、英國、法國、德國、俄國、波蘭。

### 书籍
- Elizabeth Morris, Stained and Decorative Glass, Doubleday, ISBN 0-86824-324-8
- Sarah Brown,  Stained Glass- an Illustrated History, Bracken Books, ISBN 1158911575